# Daniel Silva (escritor)
Daniel Silva (Míchigan, 19 de diciembre de 1960) es un escritor estadounidense de thrillers y novelas de espionaje que generalmente se convierten en superventas. 

## Biografía
De origen portugués, de adulto se ha convertido al judaísmo. Daniel Silva comenzó su carrera escribiendo como periodista para la agencia de noticias United Press International (UPI) en 1984 en San Francisco; un año más tarde fue trasladado a la sede de Washington D. C. y en 1987 se trasladó a El Cairo como corresponsal en el Oriente Medio. Silva regresó a Washington D. C. para trabajar en la cadena de televisión CNN, donde trabajó como productor de varios programas de televisión. 
Comenzó a escribir su primera novela, The Unlikely Spy, en 1994. Publicado dos años más tarde, este libro se convirtió en un best-seller y en 1997 Silva dejó la CNN para consagrarse a la literatura.
Actualmente vive en Georgetown, Washington D. C. con su mujer, Jamie Gangel, periodista de la NBC -a quien conoció en el Golfo Pérsico-, y sus dos hijos mellizos: Lily y Nicholas.
Se han traducido al español la mayor parte de us libros, pero se da la paradoja de que parte de los primeros libros de la afamada serie "Gabriel Allon" no han llegado nunca a publicarse en español cuando si se hace con todos los de nueva publicación desde 2015.

## Libros publicados
| Serie            | Nbr | Título                       | Título en español          | Año  | ISBN            | Notas                                                  |
| ---------------- | --- | ---------------------------- | -------------------------- | ---- | --------------- | ------------------------------------------------------ |
| None             |     | The Unlikely Spy             | Juego de espejos           | 1996 | 0679455620      |                                                        |
| Michael Osbourne | 1   | The Mark of the Assassin     | La marca del asesino       | 1998 | 0679455639      |                                                        |
| Michael Osbourne | 2   | The Marching Season          | Octubre                    | 1999 | 0375500898      |                                                        |
| Gabriel Allon    | 1   | The Kill Artist              |                            | 2000 | 0375500901      |                                                        |
| Gabriel Allon    | 2   | The English Assassin         |                            | 2002 | 0399148515      |                                                        |
| Gabriel Allon    | 3   | The Confessor                | El confesor                | 2003 | 0399149724      |                                                        |
| Gabriel Allon    | 4   | A Death in Vienna            | El hombre de Viena         | 2004 | 0399151435      | Nominado para el Barry Award for Best Thriller de 2005 |
| Gabriel Allon    | 5   | Prince of Fire               |                            | 2005 | 0399152431      |                                                        |
| Gabriel Allon    | 6   | The Messenger                |                            | 2006 | 978-0399153358  | Ganador del Premio Barry a la mejor novela de suspense |
| Gabriel Allon    | 7   | The Secret Servant           |                            | 2007 | 978-0399154225  |                                                        |
| Gabriel Allon    | 8   | Moscow Rules                 | Las reglas del juego       | 2008 | 978-0399155017  |                                                        |
| Gabriel Allon    | 9   | The Defector                 |                            | 2009 | 978-0399155680  |                                                        |
| Gabriel Allon    | 10  | The Rembrandt Affair         |                            | 2010 | 978-0399156588  | Nominado para Barry Award for Best Thriller 2011       |
| Gabriel Allon    | 11  | Portrait of a Spy            |                            | 2011 | 978-0062072184  |                                                        |
| Gabriel Allon    | 12  | The Fallen Angel             |                            | 2012 | 978-0062073129  | Ganador del Premio Barry a la mejor novela de suspense |
| Gabriel Allon    | 13  | The English Girl             | La chica inglesa           | 2013 | 978-0062073167  |                                                        |
| Gabriel Allon    | 14  | The Heist                    | El atraco                  | 2014 | 978-0062320056  |                                                        |
| Gabriel Allon    | 15  | The English Spy              | El espía inglés            | 2015 | 978-0062320056  |                                                        |
| Gabriel Allon    | 16  | The Black Widow              | La viuda negra             | 2016 | 978-0062320223  |                                                        |
| Gabriel Allon    | 17  | House of Spies               | Casa de espías             | 2017 | 978-0062354341  |                                                        |
| Gabriel Allon    | 18  | The Other Woman              | La otra mujer              | 2018 | 978-0062834829  |                                                        |
| Gabriel Allon    | 19  | The New Girl                 | La chica nueva             | 2019 | 978-0062834836  |                                                        |
| Gabriel Allon    | 20  | The Order                    | La orden                   | 2020 | 978-1460709764  |                                                        |
| Gabriel Allon    | 21  | The Cellist                  | La violonchelista          | 2021 | 978-0063211988  |                                                        |
| Gabriel Allon    | 22  | Portrait of an Unknown Woman | Retrato de una desconocida | 2022 | 978- 8491398684 |                                                        |
| Gabriel Allon    | 23  | The Collector                | El coleccionista           | 2023 |                 |                                                        |